# Печнихин
Печнихин — хутор в Питерском районе Саратовской области России. Входит в состав Нивского муниципального образования. Основан в 1927 году.

## География
Хутор находится в южной части Саратовского Левобережья, в пределах низменной Сыртовой равнины, в степной зоне, на расстоянии примерно 15 километров (по прямой) к югу от села Питерки.
Климат
Климат характеризуется как континентальный с холодной, малоснежной зимой и продолжительным жарким сухим летом. Среднегодовая температура воздуха — 5,6 °C. Средняя многолетняя температура самого холодного месяца (января) составляет −14,9 — −12,3 °С (абсолютный минимум — −43 °С), температура самого тёплого (июля) — 23,4 °С (абсолютный максимум — 43 °С). Безморозный период длится в течение 151 дня в году. Среднегодовое количество атмосферных осадков — 275—350 мм, из которых более половины выпадает в тёплый период. Снежный покров держится в среднем 116—123 дней в году.
Часовой пояс
Хутор Печнихин, как и вся Саратовская область, находится в часовой зоне МСК+1. Смещение применяемого времени относительно UTC составляет +4:00.

## Население
| 2010 |
| ---- |
| 1    |

Половой состав
По данным Всероссийской переписи населения 2010 года в половой структуре населения мужчины составляли 100 %.
Национальный состав
Согласно результатам переписи 2002 года, в национальной структуре населения казахи составляли 100 % из 2 чел.